# جورج مارسدن
جورج مارسدن (بالإنجليزية: George Marsden)‏ هو مؤرخ وأستاذ جامعي أمريكي، ولد في 25 فبراير 1939 في هاريسبرج في الولايات المتحدة.